# Leptoctenopsis leucographa
Leptoctenopsis leucographa är en fjärilsart som beskrevs av Paul Dognin 1906. Leptoctenopsis leucographa ingår i släktet Leptoctenopsis och familjen mätare. Inga underarter finns listade i Catalogue of Life.